# Ferrer (Uruguai)
Ferrer és una entitat de població de l'Uruguai, ubicada al nord-est del departament de Florida. Té una població aproximada de 150 habitants, segons les dades del cens del 2004.
Es troba a 176 metres sobre el nivell del mar.